# 水原KTソニックブーム
水原KTソニックブーム（スウォン・ケーティ・ソニックブーム、朝: 수원 KT 소닉붐、英: Suwon KT Sonicboom）は、大韓民国・京畿道水原市を本拠地とするプロバスケットボールチームである。

## 歴史
1997年の韓国バスケットボールリーグ発足に当たり、繊維と百貨店事業を軸にする羅山（ナサン）グループによって光州広域市を本拠地とする「光州羅山（クァンジュ・ナサン）フラマンズ」として結成。
以後、羅山グループの倒産でチームはIT系企業のゴールドバンクに売却され、「光州ゴールドバンク･クリッカーズ」に。親会社が運営能力を疑われるほど財政的に苦しく、チームとしての戦力も整っていなかったため、観客動員も低迷。結局2000年、本拠地を全羅南道の中規模都市の麗水市に移してチーム名が「麗水（ヨス）ゴールドバンク･クリッカーズ」に改称。
その後、ゴールドバンク側が財政難でチームをほぼ手放した状態になり、新しいIT系企業のコリアテンダーがチームを引き受けて「麗水コリアテンダー･プルミ」に改称。しかし、依然として財政的に弱い中小IT企業の親会社の運営能力も限界に達し、そのままいくとチームが空中分解に至るところだった。しかも本拠地麗水市が中規模都市であるため、成績が好調になっても観客動員が大幅に増える見込みがないため、本拠地を当時空席だった大都市の釜山広域市に移すことをKBLに申し込み了承された。チーム名も「釜山コリアテンダー･マックス10（テン）」に改称して、新しい本拠地でのシーズンに備えたが、シーズン開幕前、携帯電話事業者のKTFがチームを買収に乗り出し、コリアテンダーとKTFの両者の利害が合ったという形でチームを売却して釜山KTFマジックウィングズとなる。
2009年6月、KTFがKTに統合されたことにより、釜山KTソニックブームにチーム名が変更された。応援歌として「釜山カルメギ」が使用されていた。
2021年6月、KTはチームの本拠地を釜山から水原に移動することを発表。チーム名は水原KTソニックブームに変更された。

## 主な歴代所属選手
- ルブライアン・ナッシュ
- コートニー・シムズ
- チャールズ・ローズ
- ラキーム・ジャクソン
- マーカス・ブレイクリー
- バイロン・ミュレンズ
- アレン・ダーラム